# Соллонтхан
Соллонтхан (кор. 설렁탕) — корейский суп из воловьей ноги, который варят на протяжении 10 часов до тех пор, пока он не приобретёт молочно-белый цвет. Обычно подаётся в чаше с кружочками лука и кусочками мяса, а в качестве приправ выступают зелёный лук, соль и чёрный перец.

## Этимология
Есть две теории происхождения слова
- от монгольских слов «сюру» или «сюлру» — название монгольского супа, который был заимствован во времена династии Корё,
- предполагается, что во времена династии Чосон имели место обряды под названием Соннондже, проводимые для получения хорошего урожая. Для этих обрядов царь придумал для народа простой суп, с тем, чтобы было возможно накормить большое количество людей. Суп был назван «соннонтхан», со временем название трансформировалось в «соллонтхан»